# Sophia vom Grüt
Sophia vom Grüt, auch vom Grüth, vom Greuth, von Greuth oder von Grüt (geboren in Zürich; † 3. März 1579 in Tänikon), war eine Äbtissin des Zisterzienserinnenklosters Tänikon, Aadorf.

## Werdegang
Sophia vom Grüt war die Tochter von Veronika Schwarzmurer († 1564) aus Zug und des Rapperswiler Schulmeisters Joachim vom Grüth († 1527), ab 1515 Unterschreiber der Stadt Zürich. Er entwickelte sich zum Gegenspieler Huldrych Zwinglis. Das Paar hatte neun gemeinsame Kinder. Die Mutter hatte wohl bereits zwei Töchter aus erster Ehe mit dem früh verstorbenen Jost Müller aus Zug. Ein Bruder Sophias war Christoph vom Grüth, Abt im Benediktinerkloster Muri. Beider Schwester Meliora wirkte im Benediktinerinnenkloster Hermetschwil. Es gibt Vermutungen, dass der Zuger Ammann Hans Schwarzmurer (1508–1517) ihr Onkel gewesen sein könnte.
Sophia vom Grüt war von 1548 bis 1550 Schaffnerin, also Verwalterin des Klosters Tänikon. Am 19. November 1550 wurde sie zur Äbtissin ernannt. In dieser Funktion war sie bis 1579 tätig und leitete dabei den Neuaufbau des Klosters nach der Reformation. Sie stellte Klosterbauten und Kirche wieder her und liess ab 1558 den Kreuzgang mit Glasgemälden ausstatten, die «als bedeutendes Kulturgut des Kantons Thurgau und besonders wertvolles Zeugnis der Glasmalerei des 16. Jahrhunderts gelten». Sie gilt als Stifterin weiterer Glasgemälde auch anderer Klöster. Im Jahr 1566 wurde das Kloster Tänikon bezugsfertig und offiziell eingeweiht.
Ausserdem bemühte sich Sophia vom Grüt um die Bekehrung der Bevölkerung in der Umgebung des Klosters. Im Jahr 1571 erwirkte sie von den katholischen Orten das Recht, «selbstständig eine Nachfolgerin ernennen zu dürfen». Der Konvent verlor damit sein Wahlrecht, was zu Spannungen in der Klosterleitung führte. Barbara von Hertenstein aus Luzern folgte ihr nach ihrem Tod im Jahr 1579 als die ernannte Nachfolgerin nach.
Eine Schwester, Beatrix vom Grüt, lebte mit im Kloster, ohne dem geistlichen Stand anzugehören. Die Mutter Veronika vom Grüt ist im Kloster beigesetzt. Nach ihrem Tod wurde Sophia vom Grüt an ihrer Seite im Kreuzgang beerdigt.

## Überlieferung
Das Historische Museum Thurgau verwahrt zwei Glasscheiben aus dem Kreuzgang des ehemaligen Zisterzienserinnenkloster Tänikon: Eine Jos Murer zugeschriebene Bildscheibe mit der Hochzeit zu Kana und ergänztem Wappen von Sophia vom Grüt, um 1564/1565 und eine Bildscheibe mit der Mariae Verkündigung und Sapentiae mit ihren Töchtern, gemalt von Niklaus Bluntschli, wohl 1558. Das Museum besitzt zudem ein Waffeleisen, mit welchem Hostien mit ihrem Namen und Wappen hergestellt werden konnten.
Eine weitere Glasscheibe mit der Äbtissin und der Verkündung an Maria befindet sich in der Kirche St. Bernhard in Tänikon. Sophia vom Grüt ist des Weiteren auf einem Gemälde aus der zweiten Hälfte des 19. Jahrhunderts abgebildet, das in Anlehnung an das gestickte Antependium für den Liebfrauenaltar im Kloster Tänikon von 1553 hergestellt wurde.